# ルートヴィヒ美術館

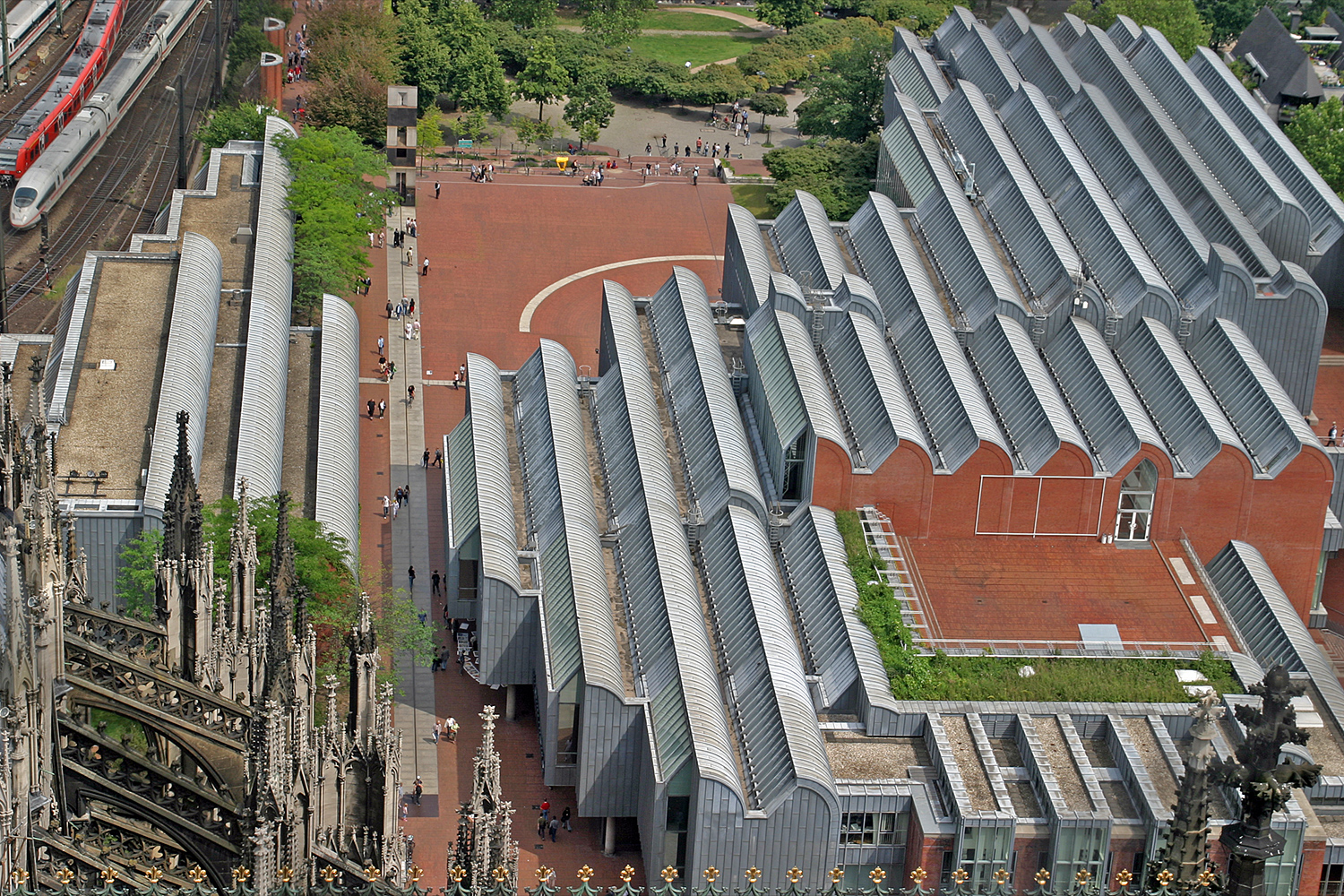
ケルン大聖堂南塔から見たルートヴィヒ美術館

ルートヴィヒ美術館（Museum Ludwig）はドイツのケルンにある近代美術作品を収集した美術館である。対象はポップアート、抽象絵画、シュルレアリスムに及び、ヨーロッパで最大級のパブロ・ピカソの収蔵点数を持つ美術館の一つとしても知られる。またアンディ・ウォーホルやロイ・リキテンスタインの絵画も多数所蔵している。

## 概要
この美術館は、1976年にヴァルラフ・リヒャルツ美術館から独立して誕生した。この美術館のハウプリヒ・コレクションは、弁護士のヨーゼフ・ハウプリヒが1914年から1939年にかけて集めた表現主義や新即物主義などの作品で、1946年5月2日にケルン市へ寄贈された。もう一つはルートヴィヒ・コレクションで、実業家のペーター・ルートヴィヒと妻イレーネが寄贈した、ピカソ、ロシア・アヴァンギャルド、アメリカのポップアートなどの作品を所蔵している。
1977年には、グルーバー・コレクションによる写真部門が加わり、現代美術を振興する取り組みがなされ、2000年代以降の作品も収蔵している。
1986年、建築家ピーター・バスマンとゴッドフリッド・ハーバーラーによって設計された新館が、ケルン大聖堂の近くにオープンした。
日本では、2022年に国立新美術館・京都国立近代美術館で大規模な所蔵品展が開催された。

## 主な作品

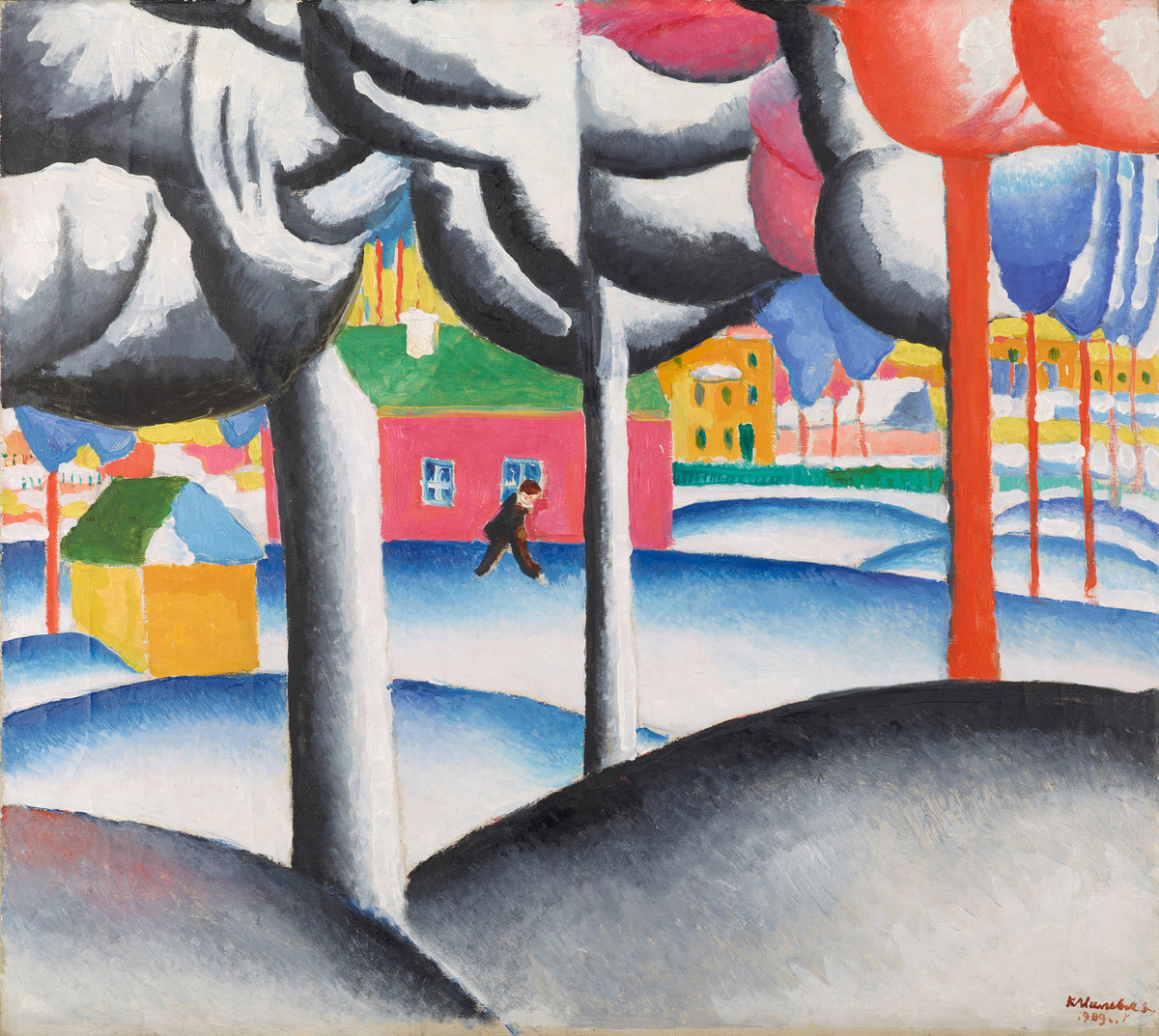
『風景（冬）』カジミール・マレーヴィチ(1909年)
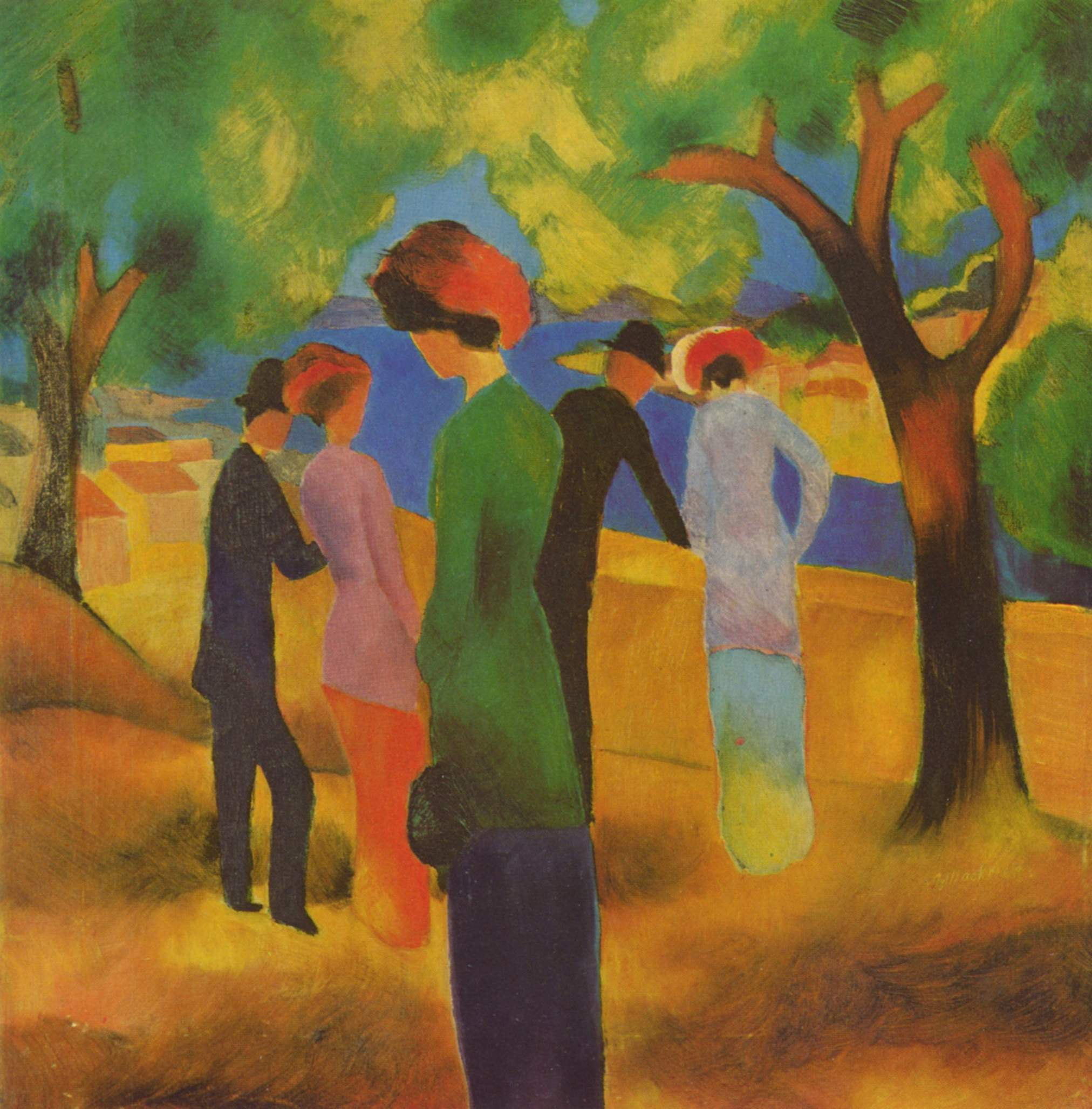
『緑のジャケットを着た女』アウグスト・マッケ(1913年)